# Bernardino Biella
Bernardino Biella (Cafayate, 17 de mayo de 1908 - Salta, 25 de diciembre de 2001) fue un empresario y político argentino que ejerció el cargo de gobernador de la Provincia de Salta entre 1958 y 1961.

## Biografía
Cursó sus estudios secundarios en la ciudad de Salta, dedicándose a la actividad empresaria desde joven, siendo propietario de un almacén de ramos generales en el pueblo de Embarcación. Extendió sus actividades comerciales por toda la provincia de Salta y la vecina provincia de Jujuy, siendo propietario o socio de establecimientos comerciales e industriales dedicados a la fruticultura, vitivinicultura, maderas y ladrillos. Construyó varios conjuntos de viviendas para el Banco Hipotecario Nacional, fue propietario de una empresa cinematográfica y de publicidad. En el año 1957 compró en sociedad el diario El Tribuno, el más importante de su provincia natal.
Afiliado desde su juventud a la Unión Cívica Radical, fue presidente del Comité Provincial de ese partido tras el derrocamiento del presidente Juan Domingo Perón.
En el año 1958 fue elegido gobernador como candidato de la Unión Cívica Radical Intransigente, con un porcentaje de votos cercano al 54%.
Concentró buena parte de sus esfuerzos en el desarrollo de la extracción petrolera y en la presión sobre el gobierno nacional para obtener una mayor participación en las regalías de esa industria. Construyó el gasoducto más importante de su época, desde su provincia hasta San Lorenzo (Santa Fe), y creó una importante red de distribución domiciliaria de gas natural. Extendió la electrificación de las localidades del interior de la provincia, pavimentó cientos de cuadras de las ciudades y creó varios hospitales. Creó los tribunales de Orán y Metán.
Realizó un importante esfuerzo por modernizar la policía provincial, equipándola convenientemente al mismo tiempo que incentivaba su apego a la ley y a la disciplina. Sancionó el Estatuto del Docente y aumentó los sueldos de los maestros hasta igualar los más altos del país.
Durante su mandato se alió a sectores no tradicionalmente radicales, como socialistas y peronistas, lo que lo alejó de las tendencias hegemónicas del partido liderado por el presidente Arturo Frondizi. Su primer decreto había sido una amplia amnistía para todos los salteños perseguidos por la dictadura autodenominada Revolución Libertadora. Tuvo un diálogo fluido con la CGT, y pagó sin interrupciones todos los salarios de su período de gobierno. Devolvió los edificios que habían pertenecido a la central sindical y condonó deudas impagas de varios sindicatos.
Los contactos con la oposición y los sindicatos llevaron a que el gobierno nacional le exigiera la aplicación del decreto 9515, que ordenaba adoptar las "medidas necesarias (administrativas y judiciales) para evitar y prohibir las actividades de los partidos Comunista y Justicialista, ordenando la disolución de ambas organizaciones políticas." Biella rechazó la exigencia. Los legisladores de la Unión Cívica Radical del Pueblo acosaron al gobierno  de Biella por todos los medios, y una campaña periodística digitada desde el diario El Intransigente presionaba continuamente al gobierno. Autoridades judiciales detuvieron a varios funcionarios del gobierno. Un sector del Ejército Argentino consideró inapropiado el tratamiento igualitario dado al peronismo y amenazó al presidente con derribarlo si no desplazaba a Biella. El general Landa, comandante de la guarnición militar de la capital provincial, exigió expulsar a 25 funcionarios, a los que calificó de "comunistas". Y el ministro Alfredo Vítolo le exigió aplicar el decreto nacional que prohibía toda actuación al peronismo. Finalmente, en el mes de noviembre de 1961, Frondizi decretó la intervención federal a la provincia de Salta. el senador opositor Francisco Martín Pardo, renunció a su banca cuando el 3 de noviembre se enteró del proyecto del Ejecutivo nacional. Sostuvo que la intervención de Frondizi era “un avasallamiento a la autonomía de Salta.
Falleció a los 93 años de edad, el 25 de diciembre de 2001, en la ciudad de Salta. Una calle de esta ciudad, en el barrio Tres Cerritos, recuerda a este gobernador. 
Su nieto Bernardo Biella es un político de la Unión Cívica Radical.